# Sandviken (Sala)
Sandviken is een plaats in de gemeente Sala in het landschap Västmanland en de provincie Västmanlands län in Zweden. De plaats heeft 63 inwoners (2005) en een oppervlakte van 26 hectare.